# دعيرة وردية

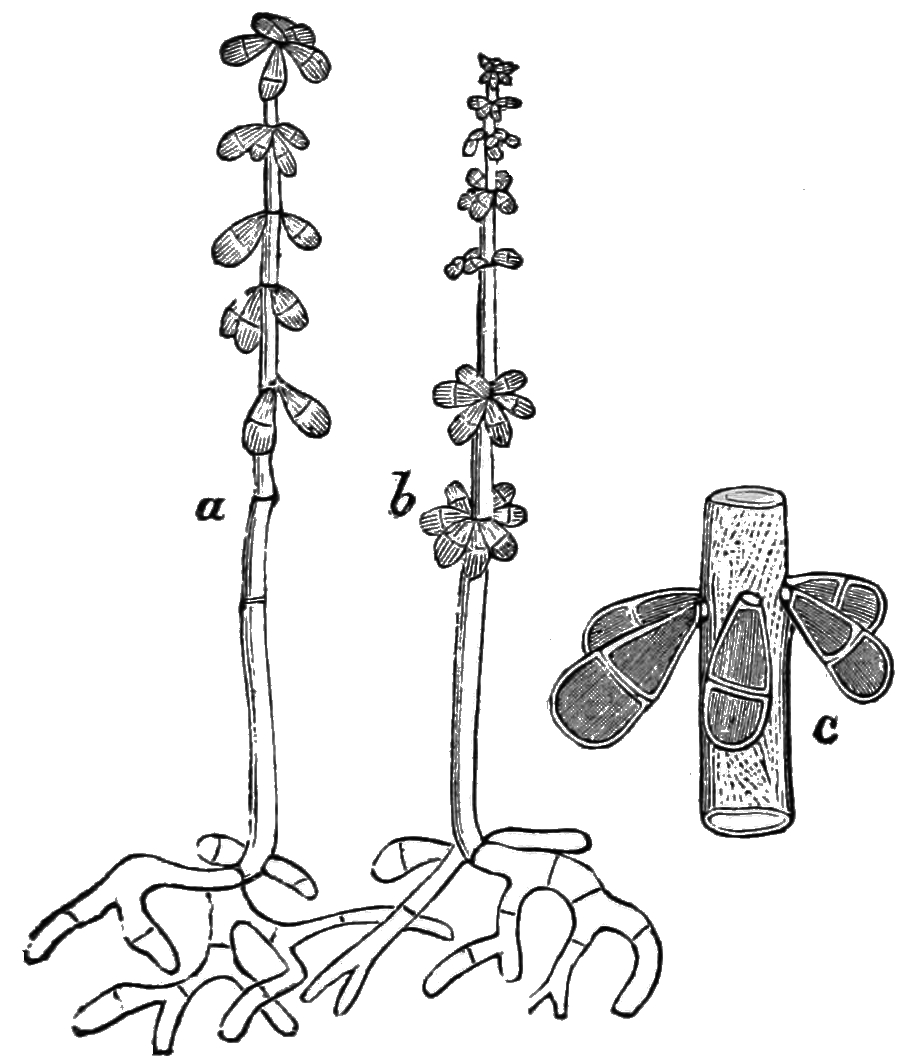
Trichothecium roseum conidiophore مُصوَّر في رسم خط من مجلة Popular Science الشهرية 9 (1876).

دعيرة وردية أو عفن وردي نوع من فطر الدعيرة في قسم فطريات زقية الذي أُبلِغَ عنه أول مرة في عام 1809. تتميز بمستعمراتها المسطحة والحبيبية التي تكون بيضاء في البداية وتتحول إلى اللون الوردي الفاتح. تتكاثر هذه الفطريات لاجنسيًا. هذا الفطر عميم الانتشار يركب الثمار الناضجة والمحفوظة على اختلاف أجناسها وأنواعها. يعتري التفاح والإجاص والخوخ والمشمش والكرز والموز والبندورة. مظهره الخارجي عفن وردي اللون يركب القشور المقروحة والمخدوشة فيعطبها ويعطب اللب الذي يفسده. يُدارك باجتناب حفظ الثمار المقروحة أو المخدوشة.